# Становое (Курганская область)
Становое — село в Целинном муниципальном округе Курганской области России.

## География
Село находится на юго-западе Курганской области, в пределах юго-западной части Западно-Сибирской равнины, в лесостепной зоне, на берегах озера Станового, на расстоянии примерно 28 километров (по прямой) к северо-востоку от села Целинного, административного центра округа. Абсолютная высота — 158 метров над уровнем моря.

### Климат
Климат характеризуется как резко континентальный, с холодной продолжительной малоснежной зимой и жарким сухим летом. Средняя продолжительность безморозного периода составляет 113 дней. Среднегодовое количество атмосферных осадков — 397мм.

### Часовой пояс
Село Становое, как и вся Курганская область, находится в часовой зоне МСК+2. Смещение применяемого времени относительно UTC составляет +5:00.

## История
До 1917 года центр Становской волости Челябинского уезда Оренбургской губернии. По данным на 1926 год состояло из 327 хозяйств. В административном отношении являлось центром Становского сельсовета Долговского района Челябинского округа Уральской области.

## Население
| 1989 | 2002 | 2010 | 2012 | 2013 | 2014 | 2015 |
| ---- | ---- | ---- | ---- | ---- | ---- | ---- |
| 545  | ↘520 | ↘323 | ↘306 | ↗307 | ↘299 | ↘296 |
| 2016 | 2017 | 2018 | 2019 | 2020 |      |      |
| ↘285 | ↘283 | ↘279 | ↘258 | ↗266 |      |      |

По данным переписи 1926 года в селе проживало 1284 человека (537 мужчин и 747 женщин), в том числе: русские составляли 99 % населения.

### Гендерный состав
По данным Всероссийской переписи населения 2010 года в гендерной структуре населения мужчины составляли 43,7 %, женщины — соответственно 56,3 %.

### Национальный состав
Согласно результатам Всероссийской переписи населения 2002 года, в национальной структуре населения русские составляли 95 %.